# Soleil et Chair
Soleil et Chair est un poème d'Arthur Rimbaud écrit en 1870.
Le manuscrit autographe, daté de mai 1870, est conservé à la British Library. Il a fait partie des poèmes remis à Paul Demeny et donc de ce qui est appelé le Cahier de Douai. 
Rimbaud a ajouté, au crayon, sur le dernier feuillet : « Je viens vous dire adieu, je ne vous trouve pas chez vous. Je ne sais si je pourrai revenir ; je pars demain, dès le matin, pour Charleville — j'ai un sauf-conduit — Je regrette infiniment de ne pas pouvoir vous dire adieu à vous […] Je vous écrirai. Vous m'écrirez ? pas ? »
Le poème figure, dans une version un peu différente, dans la lettre adressée par Rimbaud le 24 mai 1870 à Théodore de Banville. Cette version est connue sous le nom Credo in unam.... Cette version, dite « Banville », diffère de la version « Demeny » qui est « plus radicalement athée ».
Soleil et Chair a été publié pour la première fois dans Reliquaire, poésies, L. Genonceaux, 1891.
Soleil et Chair ainsi que Credo in Unam... ont fait l'objet de nombreuses études ; il s'agit d'un poème important de Rimbaud. 